# تاريخ العالم مع أندرو مار
تاريخ العالم مع أندرو مار (بالإنجليزية: Andrew Marr's History of the World)‏ هو مسلسل تلفزيوني وثائقي بريطاني، أنتجته بي بي سي عام 2012، وقام بتقديمه أندرو مار. يُغطي هذا البرنامج حوالي 70000 سنة من تاريخ العالم، منذ بداية الحضارة الإنسانية، وانتشار الشعوب الأفريقية في أنحاء مختلفة من العالم، حتى استقرارهم، ليصبحوا المزارعين الأوائل، وصولاً إلى القرن العشرين.

## الحلقات
| # | عنوان الحلقة         | تاريخ البث     | عدد المشاهدين في المملكة المتحدة |
| --- | -------------------- | -------------- | -------------------------------- |
| 1 | الصراع من أجل البقاء | 23 سبتمبر 2012 | 3.85 مليون                       |
| كيف استطاع البشر الأوائل الانتشار في جميع أنحاء العالم، والتكيف مع الكائنات من حولهم، والباقين على قيد الحياة، رغم كل الصعاب. |                      |                |                                  |
| 2 | عصر الامبراطوريات    | 30 سبتمبر 2012 | 2.54 مليون                       |
| قصة أولى الإمبراطوريات، التي أسست العالم الحديث.                                                                              |                      |                |                                  |
| 3 | الكلمة والسيف        | 7 أكتوبر 2012  | 2.37 مليون                       |
| ظهور الثورات الروحية، التي هزت العالم ما بين 300 قبل الميلاد و 700 بعد الميلاد.                                               |                      |                |                                  |
| 4 | الخروج للضوء         | 14 أكتوبر 2012 | 2.6 مليون                        |
| العصور الوسطى، عندما ظهر الفايكنج وقاموا بعمليات النهب.                                                                       |                      |                |                                  |
| 5 | عصر النهب            | 21 أكتوبر 2012 | 2.33 مليون                       |
| سطوع نجم أوروبا جراء عمليات الاستكشافات.                                                                                      |                      |                |                                  |
| 6 | الثورات              | 28 أكتوبر 2012 |                                  |
| ثورة الناس في جميع أنحاء العالم ضد العبودية، ومطالبتهم بالحرية والمساواة.                                                     |                      |                |                                  |
| 7 | عضر الصناعات         | 4 نوفمبر 2012  |                                  |
| الثورة الصناعية في بريطانيا وفي العالم الحديث.                                                                                |                      |                |                                  |
| 8 | عصر التطرف           | 11 نوفمبر 2012 |                                  |
| القنبلة الذرية وغيرها من التطورات في القرن العشرين - عصرنا.                                                                   |                      |                |                                  |

## روابط خارجية
- تاريخ العالم مع أندرو مار على موقع IMDb (الإنجليزية)
- تاريخ العالم مع أندرو مار على موقع روتن توميتوز (الإنجليزية)
- تاريخ العالم مع أندرو مار على موقع فيلمافينيتي (الإسبانية)
- تاريخ العالم مع أندرو مار على موقع ليتربوكسد (الإنجليزية)
- تاريخ العالم مع أندرو مار على موقع كينوبويسك (الروسية)
- تاريخ العالم مع أندرو مار على موقع قاعدة بيانات الفيلم (الإنجليزية)